# ペドロ・デ・ラ・ベガ
ペドロ・デ・ラ・ベガ（Pedro de La Vega. 2001年2月7日 - ）は、アルゼンチン・ブエノスアイレス州オラバリア出身のサッカー選手。メジャーリーグサッカー・シアトル・サウンダーズFC所属。ポジションはFW。

## クラブ経歴
2015年にCAラヌースのユースチームに入団。2018年にトップチームに昇格し、8月17日のラシン・クラブ戦でプロデビュー。2018-19シーズンは10試合ノーゴールに終わったものの、注目の若手アタッカーとして2019年にはボルシア・ドルトムントが、デ・ラ・ベガの獲得に興味を示していると報じられた。11月5日のCAウラカン戦でプロ初ゴールを記録。2019-20シーズンは新型コロナウイルス感染拡大の影響でシーズン途中終了になるまで、17試合4ゴールを決めた。
2024年1月24日、シアトル・サウンダーズFCに移籍した。

## 代表経歴
2019年にチリで開催された南米ユース選手権に、U-20のアルゼンチン代表として出場し、準優勝。5月にポーランドで開催された2019 FIFA U-20ワールドカップにも出場した。